# Theobald Hock

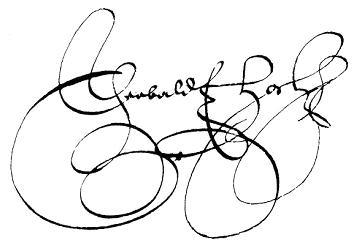
Unterschrift Theobald Hocks

Theobald Hock (auch Hoeck oder Hoeckh) (* 23. August 1573 in Limbach; † nach 1624) war ein politischer Agent und deutscher Lyriker.

## Leben
Hock besuchte von 1586 bis 1589 die nach Sturmschen Grundsätzen eingerichtete „Schola illustris“ des inzwischen reformierten Klosters Hornbach. Die gediegene humanistische Ausbildung wurde ihm durch ein Stipendium seines Landesherrn, Johann I. von der Pfalz-Zweibrücken, ermöglicht. 1589 befreite ihn sein Landesherr von den mit dem Stipendium verbundenen Pflichten. Die Jahre zwischen 1589 und 1600 liegen im Dunkeln.
Seit 1594 war Hocks Vetter Hans Hock in der kaiserlichen Kanzlei Rudolfs II. in Prag tätig. Sein Weg könnte Theobald Hock, der dem Heer Christians von Anhalt zugewiesen worden war, über Amberg, wo Christian von Anhalt als Statthalter des Kurfürsten von der Pfalz seinen Sitz nahm, in das Umfeld des Prager Kaiserhofes geführt haben.
Am 23. April 1600 trat Theobald Hock als Sekretär in den Dienst Peter Woks von Rosenberg an dessen Hof zu Krumau, ab 1602 in Wittingau. Dort war er zunächst mit der Ergänzung der Schlossbibliothek und der Dokumentation von Schriften befasst und stieg bald zum Verantwortlichen für die deutschsprachige politische Korrespondenz Peter Woks auf. Er wurde zu einer Schlüsselfigur in der Verbindung der böhmisch-österreichischen Ständeopposition mit den antihabsburgischen Operationen der pfälzischen Politik unter Führung Christians von Anhalt.
1602 hat Peter Wok seinen Sekretär und dessen in Heidelberg Medizin studierenden Bruder Anastasius vom Kaiser in den Adelsstand erheben lassen. Beide sind von da an Reichsadlige „von Zweibrücken“. Zum Erwerb von Grund und Boden im Königreich Böhmen bedurfte es jedoch der Aufnahme in den böhmischen Ritterstand. Der am kaiserlichen Appellationsgericht tätige Vetter Hans entnahm den Akten ein altes Dokument, radierte die Namensträger darin aus und machte die Mitglieder der Familie Hock zu Adligen, die den deutschen Kaisern seit Friedrich II. immer treu gedient hätten. 1605 erkannte Kaiser Rudolf II. in seiner Eigenschaft als König von Böhmen die von Peter Wok von Rosenberg eingereichte Urkunde an und erteilte 1607 den Hocks das gewünschte Diplom.
In seinem Testament vom 27. Februar 1610 übereignete Peter Wok das Landgut Sonnberg mit Pfarre und Kollatur und allen dazugehörigen Dörfern und Dorfteilen Theobald Hock; Hans Hock wurde als Theobalds Nacherbe eingesetzt. Am 10. März aber verkaufte er das Gut Sonnberg zu einem symbolischen Preis an Theobald und Hans Hock zu ihrem gemeinsamen Besitz.
Im Juli 1611 heiratete Theobald Hock, vermittelt durch seinen Herrn, Agnes Kolchreiter von Černoduben. Die immensen Kosten der Hochzeitsfeier bezahlte Peter Wok. Nach dessen Tod nahmen Theobald, Anastasius und Vetter Hans Hock ihren Wohnsitz auf dem so günstig erworbenen Landgut Sonnberg.
Aufgrund seines unduldsamen protestantischen Eifers als Gutsherr hatte Theobald Hock bald mehrere Klagen am Hals. Als er am 10. Juli 1617 dem Gericht in Prag seine Verteidigungsschrift überbrachte, erfuhr er, dass die katholischen Verwandten Peter Woks von Rosenberg ihn der Testamentsfälschung bezichtigten. Die Anklage gegen ihn lautete schließlich auf Hochverrat an Kaiser Rudolf, auf betrügerische Erschleichung der Aufnahme in den böhmischen Ritterstand und auf Fälschung des Rosenbergschen Testaments. Theobald Hock wurde verhaftet und in den Weißen Turm zu Prag gesteckt, ebenso sein Vetter Hans.
Am 13. März 1618 begannen die Gerichtsverhandlungen gegen Theobald und Hans Hock. Nach zehn Verhandlungstagen erging gegen Theobald Hock das Urteil: Er wurde sowohl der Testamentsfälschung als auch der Erschleichung des böhmischen Adelstitels für schuldig befunden, und zum Tod verurteilt. Vetter Hans entkam als Kronzeuge einer Verurteilung. Gegen Theobald Hock wurden, ungeachtet seiner Verurteilung, die Ermittlungen wegen Hochverrats fortgesetzt. Offenbar wollte man die Fäden, die von der Protestantischen Union nach Böhmen gesponnen wurden, über den ehemaligen Sekretär Hock enttarnen. Deshalb wurde er, nach seiner eigenen Angabe, im Mai 1618 an zwei Tagen auch gefoltert. Wahrscheinlich wäre es ihm noch längere Zeit übel ergangen, wenn nicht die böhmischen Stände mit dem zweiten Prager Fenstersturz den Aufstand gegen die habsburgische Herrschaft begonnen hätten.
Der Umschwung der Machtverhältnisse brachte Theobald Hock die Freiheit (1. September 1619). Kurz vorher verfasste Hock mehrere, z. T. gedruckte Defensionsschriften, wobei er sich auch auf sein antijesuitisches Commonitorium sive Admonitio de Roberti Bellarmini Scriptis atque Libris berief. Nach der Freilassung übernahm Hock ein Kommando über böhmische Truppen unter Christian von Anhalt. Die letzte überlieferte Nachricht aus dem Jahr 1624 bezeichnete ihn als Sekretär und Commissarius des Grafen Peter Ernst II. von Mansfeld, in dessen Auftrag er mit den elsässischen Städten über Kontributionen verhandelte.

## Werk
Theobald Hock hat nur ein einziges literarisches Werk hinterlassen, die 1601 unter dem Anagramm Otheblad Oeckh gedruckte Gedichtsammlung Schönes Blumenfeld. Die Literaturwissenschaft behandelt Hock in der Regel als „Vorläufer“ beziehungsweise „Vermittler“ zwischen Humanismus und Barock. Diese Sichtweise in epochalen Entwicklungen verstellt den Blick auf Hocks eigentliche Leistung: Im Umfeld vornehmlich neulateinisch schreibender Lyriker unternimmt er den Versuch, Gedichte in Deutsch zu verfassen. Seine Gedichtsammlung steht am Beginn der neuhochdeutschen Kunstlyrik. Im Gegensatz zu vielen seiner Zeitgenossen verfügt er in seinen Gedichten über eine Vielfalt im Vers- und Strophenbau. Seine Vorbilder sind weniger in der lateinischen Dichtung zu suchen als vielmehr im entstehenden Kunstlied der Prager Dichterkomponisten Jakob Regnart (1540–1599) und Christoph von Schallenberg (1561–1597). Hocks Verse holpern zwar oft noch nach Art der Meistersinger, umso bewundernswerter aber erscheinen dann seine sauberen Jamben, sein kunstvolles Variieren der Strophenformen und seine Reimtechnik. Der Wortschatz seiner Texte umfasst eine breite Spanne von grobianischen, oft erotisch anspielenden Ausdrücken bis hin zu Fachausdrücken aus dem Hofleben.
Die Thematik der Texte Hocks ist vielgestaltig. Noch in der Tradition der Meistersinger verspottet er die Bauern, beklagt die List und Falschheit der Frauen und kritisiert Zustände der Zeit, insbesondere die Privilegierung der untauglichen adligen Hofbeamten, denen er die tüchtigen bürgerlichen (und damit sich selbst) gegenüberstellt. Hocks Kritik an den Zuständen bei Hof ist für jemanden, der selbst in der höfischen Welt lebt, erstaunlich offenherzig. Vom protestantischen Christentum und seiner Ethik bezieht er das Lob von Fleiß und Ausdauer sowie die Verkündigung von Duldsamkeit im Leiden und der Ausrichtung des Lebens auf den Tod.
Die strenge protestantische Moral unterläuft Hock jedoch mit witzigen Formulierungen, wie überhaupt Spott und Ironie viele seiner Gedichte durchdringen. Das 16. Jahrhundert ist das goldene Zeitalter der Sprichwörter. Sie finden sich, neben Zitaten aus der Bibel, bei Hock zuhauf. Diese volkssprachliche Fertigware wird von Hock häufig kunstvoll in seinen Texten verflochten. Denn bei allem Predigen und Moralisieren will Hock den Leser auch unterhalten und vergnügen. Im selben Gedicht mischen sich oft Ernst und Scherz, Lehrhaftes und Belustigendes, und dem Spaßigen wiederum stehen Vergänglichkeitsklagen gegenüber, wie sie manch nachfolgender Barockdichter nicht zu schreiben vermochte.
Schon im Titel Schönes Blumenfeld weist Hock auf die Vielfalt und Buntheit der Texte (und Themen) hin, spielt aber auch auf die Wiese als Tummelplatz der Narren an (Satire als „speculum mundi – Spiegelbild der Welt“). Satire ist bei Hock Charakter-Satire. Sie zielt nicht so sehr auf allgemeine Laster, als vielmehr auf bestimmte Charakterfehler der einzelnen Menschen.

## Ausgaben
- Schoenes Blumenfeldt / Auff jetzigen All=gemeinen gantz betrübten Standt / fürnemlich aber den Hoff=Practicanten vnd sonsten menigklichen in sei=nem Beruff und Wesen zu guttem und besten gestellet: Durch Othebladen Öckhen von Ichamp Eltzapffern Berme=orgisschen Secretarien. Im Jahr / M.D.CI. (Expl: HAB Wolffenbüttel)
- Schoenes Blumenfeld. Ndr. d. Ausg. 1601, hrsg. Max Koch, Halle/Saale: Max Niemeyer 1899 (Neudrucke deutscher Litteraturwerke des XVI. und XVII. Jahrhunderts 157-159)
- Schönes Blumenfeld. Kritische Textausgabe, hrsg. Klaus Hanson. Bonn: Bouvier 1975
- Schönes Blumenfeld. Ausgewählte Gedichte, hrsg. Bernd Philippi und Gerhard Tänzer. Saarbrücken: Conte Verlag 2007

### Anthologien
- Vor- und Frühbarock, hrsg. Herbert Cysarz Darmstadt: Wissenschaftliche Buchgesellschaft 1964 (Deutsche Literatur in Entwicklungsreihen. Reihe Barock. Barocklyrik, Band 1; Ndr. d. Ausg. Leipzig 1937)
- Deutsche Lyrik von den Anfängen bis zur Gegenwart in 10 Bänden, hrsg. Walter Killy, Band 4, München: Deutscher Taschenbuch Verlag 2001
- Deutsche Dichtung des Barock. Auf der Grundlage der Ausgabe von Edgar Hederer, hrsg. Karl Pörnbacher. München: Carl Hanser, 6. rev. u. erw. Aufl. 1979
- Lyrische Anthologie, hrsg. Carl Roos. Kobenhavn: Gyldendal 1942 (Deutsche Texte, 2)
- Das Zeitalter des Barock. Texte und Zeugnisse, hrsg. Albrecht Schöne. München: C. H. Beck 1963
- Lyrik des Barock, hrsg. Marian Szyrocki, 2 Bände Reinbek bei Hamburg: Rowohlt 1971 (Rowohlts Klassiker Band 38 und 39)